# Lijst van olympische medaillewinnaars boksen
Boksen is een van de sporten die op de Olympische Spelen worden beoefend. Deze pagina geeft de lijst van olympische medaillewinnaars in deze sport.

## Mannen

### Lichtvlieggewicht
1904-1964 + 2020-2024 niet op het programma
| Editie | Goud | Goud                   | Zilver | Zilver                 | Brons   | Brons                                   |
| ------ | ---- | ---------------------- | ------ | ---------------------- | ------- | --------------------------------------- |
| 1968   | VEN  | Francisco Rodríguez    | KOR    | Jee Yong-ju            | USA POL | Harlan Marbley Hubert Skrzypczak        |
| 1972   | HUN  | György Gedó            | PRK    | Kim U-gil              | GBR ESP | Ralph Evans Enrique Rodríguez           |
| 1976   | CUB  | Jorge Hernández        | PRK    | Li Byong-uk            | PUR THA | Orlando Maldonado Payao Poontarat       |
| 1980   | URS  | Sjamil Sabirov         | CUB    | Hipólito Ramos         | PRK BUL | Li Byong-uk Ismail Moestafov            |
| 1984   | USA  | Paul Gonzales          | ITA    | Salvatore Todisco      | VEN ZAM | Marcelino Bolívar Keith Mwila           |
| 1988   | BUL  | Ivailo Christov        | USA    | Michael Carbajal       | HUN PHI | Róbert Isaszegi Leopoldo Serantes       |
| 1992   | CUB  | Rogelio Marcelo García | BUL    | Daniel Bozjilov Petrov | GER PHI | Jan Quast Roel Velasco                  |
| 1996   | BUL  | Daniel Bozjilov Petrov | PHI    | Mansueto Velasco       | UKR ESP | Oleg Kirjoechin Rafael Lozano Muñoz     |
| 2000   | FRA  | Brahim Asloum          | ESP    | Rafael Lozano Muñoz    | PRK CUB | Kim Un-chol Maikro Romero               |
| 2004   | CUB  | Yan Bartelemí Varela   | TUR    | Atagün Yalçınkaya      | RUS CHN | Sergej Kazakov Zou Shiming              |
| 2008   | CHN  | Zou Shiming            | MGL    | Pürevdorjiin Serdamba  | IRL CUB | Paddy Barnes Yampier Hernández          |
| 2012   | CHN  | Zou Shiming            | THA    | Kaeo Pongprayoon       | RUS IRL | David Ajrapetjan Paddy Barnes           |
| 2016   | UZB  | Hasanboy Doesmatov     | COL    | Yuberjén Martínez      | CUB USA | Joahnys Argilagos Nico Miguel Hernández |

| Land | Goud | Zilver | Brons |
| ---- | ---- | ------ | ----- |
| CUB  | 3    | 1      | 3     |
| BUL  | 2    | 1      | 1     |
| CHN  | 2    | 0      | 1     |
| USA  | 1    | 1      | 3     |
| HUN  | 1    | 0      | 1     |
| VEN  | 1    | 0      | 1     |
| FRA  | 1    | 0      | 0     |
| URS  | 1    | 0      | 0     |
| UZB  | 1    | 0      | 0     |
| PRK  | 0    | 2      | 2     |
| ESP  | 0    | 1      | 2     |
| PHI  | 0    | 1      | 2     |
| THA  | 0    | 1      | 1     |
| COL  | 0    | 1      | 0     |
| ITA  | 0    | 1      | 0     |
| KOR  | 0    | 1      | 0     |
| MGL  | 0    | 1      | 0     |
| TUR  | 0    | 1      | 0     |
| IRL  | 0    | 0      | 2     |
| RUS  | 0    | 0      | 2     |
| GBR  | 0    | 0      | 1     |
| GER  | 0    | 0      | 1     |
| POL  | 0    | 0      | 1     |
| PUR  | 0    | 0      | 1     |
| UKR  | 0    | 0      | 1     |
| ZAM  | 0    | 0      | 1     |

Meervoudige medaillewinnaars
| Succesvolste                                   | Meervoudige                                                    |
| ---------------------------------------------- | -------------------------------------------------------------- |
| 2-0-1 Zou Shiming 1-1-0 Daniel Bozjilov Petrov | 0-1-1 Li Byong-uk 0-1-1 Rafael Lozano Muñoz 0-0-2 Paddy Barnes |

### Vlieggewicht
1908 niet op het programma
| Editie | Goud | Goud                      | Zilver | Zilver                 | Brons   | Brons                                  |
| ------ | ---- | ------------------------- | ------ | ---------------------- | ------- | -------------------------------------- |
| 1904   | USA  | George Finnegan           | USA    | Miles Burke            |         |                                        |
|        |      |                           |        |                        |         |                                        |
| 1920   | USA  | Frankie Genaro            | DEN    | Anders Petersen        | GBR     | William Cuthbertson                    |
| 1924   | USA  | Fidel LaBarba             | GBR    | James McKenzie         | USA     | Raymond Fee                            |
| 1928   | HUN  | Antal Kocsis              | FRA    | Armand Apell           | ITA     | Carlo Covagnioli                       |
| 1932   | HUN  | István Énekes             | MEX    | Francisco Cabañas      | USA     | Louis Salica                           |
| 1936   | GER  | Willi Kaiser              | ITA    | Gavino Matta           | USA     | Louis Daniel Lauria                    |
| 1948   | ARG  | Pascual Pérez             | ITA    | Spartaco Bandinelli    | KOR     | Han Soo-ann                            |
| 1952   | USA  | Nathan Brooks             | GER    | Edgar Basel            | URS RSA | Anatoli Boelakov William Toweel        |
| 1956   | GBR  | Terence Spinks            | ROU    | Mircea Dobrescu        | IRL FRA | John Caldwell René Libeer              |
| 1960   | HUN  | Gyula Török               | URS    | Sergej Sivko           | RAU JPN | Abdelmoneim El-Guindi Kiyoshi Tanabe   |
| 1964   | ITA  | Fernando Atzori           | POL    | Artur Olech            | USA URS | Robert Carmody Stanislav Sorokin       |
| 1968   | MEX  | Ricardo Delgado           | POL    | Artur Olech            | BRA UGA | Servílio de Oliveira Leo Rwabwogo      |
| 1972   | BUL  | Georgi Kostadinov         | UGA    | Leo Rwabwogo           | POL CUB | Leszek Błażyński Douglas Rodríguez     |
| 1976   | USA  | Leo Randolph              | CUB    | Ramón Duvalón          | POL URS | Leszek Błażyński David Torosjan        |
| 1980   | BUL  | Petar Lesov               | URS    | Viktor Mirosjnitsjenko | IRL HUN | Hugh Russell János Váradi              |
| 1984   | USA  | Steve McCrory             | YUG    | Redžep Redžepovski     | KEN TUR | Ibrahim Bilali Eyüp Can                |
| 1988   | KOR  | Kim Kwang-sun             | GDR    | Andreas Tews           | MEX URS | Mario González Timofei Skriabin        |
| 1992   | PRK  | Choi Chol-su              | CUB    | Raúl González          | USA HUN | Timothy Austin István Kovács           |
| 1996   | CUB  | Maikro Romero             | KAZ    | Boelat Dzjoemadilov    | GER RUS | Zoltan Lunka Albert Pakejev            |
| 2000   | THA  | Wijan Ponlid              | KAZ    | Boelat Dzjoemadilov    | UKR FRA | Vladimir Sidorenko Jérôme Thomas       |
| 2004   | CUB  | Yuriorkis Gamboa Toledano | FRA    | Jérôme Thomas          | AZE GER | Fuad Aslanov Rustam Rachimov           |
| 2008   | THA  | Somjit Jongjohor          | CUB    | Andry Laffita          | RUS ITA | Georgi Balaksjin Vincenzo Picardi      |
| 2012   | CUB  | Robeisy Ramírez           | MGL    | Tögstsogt Nyambayaryn  | RUS IRL | Misha Aloian Michael Conlan            |
| 2016   | UZB  | Sjachobidin Zoirov        | RUS    | Misha Aloian           | VEN CHN | Yoel Segundo Finol Hu Jianguan         |
| 2020   | GBR  | Galal Yafai               | PHI    | Carlo Paalam           | KAZ JPN | Saken Bibossinov Ryomei Tanaka         |
| 2024   | UZB  | Hasanboy Doesmatov        | FRA    | Billal Bennama         | DOM CPV | Junior Alcántara Daniel Varela de Pina |

| Land | Goud | Zilver | Brons |
| ---- | ---- | ------ | ----- |
| USA  | 6    | 1      | 5     |
| CUB  | 3    | 3      | 1     |
| HUN  | 3    | 0      | 2     |
| GBR  | 2    | 1      | 1     |
| BUL  | 2    | 0      | 0     |
| THA  | 2    | 0      | 0     |
| UZB  | 2    | 0      | 0     |
| ITA  | 1    | 2      | 2     |
| GER  | 1    | 1      | 2     |
| MEX  | 1    | 1      | 1     |
| KOR  | 1    | 0      | 1     |
| ARG  | 1    | 0      | 0     |
| PRK  | 1    | 0      | 0     |
| FRA  | 0    | 3      | 2     |
| URS  | 0    | 2      | 4     |
| POL  | 0    | 2      | 2     |
| KAZ  | 0    | 2      | 1     |
| RUS  | 0    | 1      | 3     |
| UGA  | 0    | 1      | 1     |
| DEN  | 0    | 1      | 0     |
| GDR  | 0    | 1      | 0     |
| MGL  | 0    | 1      | 0     |
| ROU  | 0    | 1      | 0     |
| YUG  | 0    | 1      | 0     |
| IRL  | 0    | 0      | 3     |
| JPN  | 0    | 0      | 2     |
| AZE  | 0    | 0      | 1     |
| BRA  | 0    | 0      | 1     |
| CHN  | 0    | 0      | 1     |
| CPV  | 0    | 0      | 1     |
| DOM  | 0    | 0      | 1     |
| EGY  | 0    | 0      | 1     |
| KEN  | 0    | 0      | 1     |
| RSA  | 0    | 0      | 1     |
| TUR  | 0    | 0      | 1     |
| UKR  | 0    | 0      | 1     |
| VEN  | 0    | 0      | 1     |

Meervoudige medaillewinnaars
| Succesvolste | Meervoudige                                                                                               |
| ------------ | --- |
|              | 0-2-0 Boelat Dzjoemadilov 0-2-0 Artur Olech 0-1-1 Leo Rwabwogo 0-1-1 Jérôme Thomas 0-0-2 Leszek Błażyński |

### Bantamgewicht
2020-2024 niet op het programma
| Editie | Goud | Goud                          | Zilver | Zilver               | Brons   | Brons                                      |
| ------ | ---- | ----------------------------- | ------ | -------------------- | ------- | ------------------------------------------ |
| 1904   | USA  | Oliver Kirk                   | USA    | George Finnegan      |         |                                            |
| 1908   | GBR  | Henry Thomas                  | GBR    | John Condon          | GBR     | William Webb                               |
| 1920   | RSA  | Clarence Walker               | CAN    | Chris Graham         | GBR     | George McKenzie                            |
| 1924   | RSA  | William Smith                 | USA    | Salvatore Tripoli    | FRA     | Jean Ces                                   |
| 1928   | ITA  | Vittorio Tamagnini            | USA    | John Daley           | RSA     | Harry Isaacs                               |
| 1932   | CAN  | Horace Gwynne                 | GER    | Hans Ziglarski       | PHI     | José Villanueva                            |
| 1936   | ITA  | Ulderico Sergo                | USA    | Jack Wilson          | MEX     | Fidel Ortiz                                |
| 1948   | HUN  | Tibor Csík                    | ITA    | Gianbattista Zuddas  | PUR     | Juan Venegas                               |
| 1952   | FIN  | Pentti Hämäläinen             | IRL    | John McNally         | URS KOR | Gennadi Garboezov Kang Joon-ho             |
| 1956   | EUA  | Wolfgang Behrendt             | KOR    | Song Soon-chung      | CHI IRL | Claudio Barrientos Freddie Gilroy          |
| 1960   | URS  | Oleg Grigorjev                | ITA    | Primo Zamparini      | POL AUS | Brunon Bendig Oliver Taylor                |
| 1964   | JPN  | Takao Sakurai                 | KOR    | Chung Shin-cho       | MEX URU | Juan Fabila Mendoza Washington Rodríguez   |
| 1968   | URS  | Valerian Sokolov              | UGA    | Eridadi Mukwanga     | KOR JPN | Chang Kyou-chul Eiji Morioka               |
| 1972   | CUB  | Orlando Martínez              | MEX    | Alfonso Zamora       | USA GBR | Ricardo Carreras George Turpin             |
| 1976   | PRK  | Gu Yong-ju                    | USA    | Charles Mooney       | GBR URS | Patrick Cowdell Viktor Rybakov             |
| 1980   | CUB  | Juan Bautista Hernández Pérez | VEN    | Bernardo Piñango     | GUY ROU | Michael Anthony Dumitru Cipere             |
| 1984   | ITA  | Maurizio Stecca               | MEX    | Héctor López         | DOM CAN | Pedro Nolasco Dale Walters                 |
| 1988   | USA  | Kennedy McKinney              | BUL    | Aleksandar Christov  | THA COL | Phajol Moolsan Jorge Julio Rocha           |
| 1992   | CUB  | Joel Casamayor Johnson        | IRL    | Wayne McCullough     | MAR PRK | Mohamed Achik Li Gwang-sik                 |
| 1996   | HUN  | István Kovács                 | CUB    | Arnaldo Mesa         | THA RUS | Vichairachanon Khadpo Raimkoel Malachbekov |
| 2000   | CUB  | Guillermo Rigondeaux Ortiz    | RUS    | Raimkoel Malachbekov | UKR USA | Sergej Daniltsjenko Clarence Vinson        |
| 2004   | CUB  | Guillermo Rigondeaux Ortiz    | THA    | Worapoj Petchkoom    | AZE UZB | Aghasi Mammadov Bachodirjon Soeltonov      |
| 2008   | MGL  | Enkhbatyn Badar-Uugan         | CUB    | Yankiel León         | MDA MRI | Veaceslav Gojan Bruno Julie                |
| 2012   | GBR  | Luke Campbell                 | IRL    | John Joe Nevin       | CUB JPN | Lázaro Álvarez Satoshi Shimizu             |
| 2016   | CUB  | Robeisy Ramírez               | USA    | Shakur Stevenson     | UZB RUS | Moerodjon Achmadaliev Vladimir Nikitin     |

| Land | Goud | Zilver | Brons |
| ---- | ---- | ------ | ----- |
| CUB  | 6    | 2      | 1     |
| ITA  | 3    | 2      | 0     |
| USA  | 2    | 6      | 2     |
| GBR  | 2    | 1      | 4     |
| RSA  | 2    | 0      | 1     |
| URS  | 2    | 0      | 2     |
| HUN  | 2    | 0      | 0     |
| CAN  | 1    | 1      | 1     |
| JPN  | 1    | 0      | 2     |
| PRK  | 1    | 0      | 1     |
| EUA  | 1    | 0      | 0     |
| FIN  | 1    | 0      | 0     |
| MGL  | 1    | 0      | 0     |
| IRL  | 0    | 3      | 1     |
| KOR  | 0    | 2      | 2     |
| MEX  | 0    | 2      | 2     |
| RUS  | 0    | 1      | 2     |
| THA  | 0    | 1      | 2     |
| BUL  | 0    | 1      | 0     |
| GER  | 0    | 1      | 0     |
| UGA  | 0    | 1      | 0     |
| VEN  | 0    | 1      | 0     |
| UZB  | 0    | 0      | 2     |
| AUS  | 0    | 0      | 1     |
| AZE  | 0    | 0      | 1     |
| CHI  | 0    | 0      | 1     |
| COL  | 0    | 0      | 1     |
| DOM  | 0    | 0      | 1     |
| FRA  | 0    | 0      | 1     |
| GUY  | 0    | 0      | 1     |
| MAR  | 0    | 0      | 1     |
| MDA  | 0    | 0      | 1     |
| MRI  | 0    | 0      | 1     |
| PHI  | 0    | 0      | 1     |
| POL  | 0    | 0      | 1     |
| PUR  | 0    | 0      | 1     |
| ROU  | 0    | 0      | 1     |
| UKR  | 0    | 0      | 1     |
| URU  | 0    | 0      | 1     |

Meervoudige medaillewinnaars
| Succesvolste                     | Meervoudige                |
| -------------------------------- | -------------------------- |
| 2-0-0 Guillermo Rigondeaux Ortiz | 0-1-1 Raimkoel Malachbekov |

### Vedergewicht
2008-2016 niet op het programma
| Editie | Goud | Goud                 | Zilver | Zilver                 | Brons   | Brons                                 |
| ------ | ---- | -------------------- | ------ | ---------------------- | ------- | ------------------------------------- |
| 1904   | USA  | Oliver Kirk          | USA    | Frank Haller           | USA     | Frederick Gilmore                     |
| 1908   | GBR  | Richard Gunn         | GBR    | Charles Morris         | GBR     | Hugh Roddin                           |
| 1920   | FRA  | Paul Fritsch         | FRA    | Jean Gachet            | ITA     | Edoardo Garzena                       |
| 1924   | USA  | Jackie Fields        | USA    | Joseph Salas           | ARG     | Pedro Quartucci                       |
| 1928   | NED  | Bep van Klaveren     | ARG    | Victor Peralta         | USA     | Harold Devine                         |
| 1932   | ARG  | Carmelo Robledo      | GER    | Josef Schleinkofer     | SWE     | Carl Carlsson-Ekebäck                 |
| 1936   | ARG  | Oscar Casanovas      | RSA    | Charles Catterall      | GER     | Josef Miner                           |
| 1948   | ITA  | Ernesto Formenti     | RSA    | Dennis Shepherd        | POL     | Aleksy Antkiewicz                     |
| 1952   | TCH  | Ján Zachara          | ITA    | Sergio Caprari         | RSA FRA | Leonard Leisching Joseph Ventaja      |
| 1956   | URS  | Vladimir Safronov    | GBR    | Thomas Nicholls        | FIN POL | Pentti Hämäläinen Henryk Niedźwiecki  |
| 1960   | ITA  | Francesco Musso      | POL    | Jerzy Adamski          | FIN RSA | Jorma Limmonen William Meyers         |
| 1964   | URS  | Stanislav Stepasjkin | PHI    | Anthony Villanueva     | USA EUA | Charles Brown Heinz Schulz            |
| 1968   | MEX  | Antonio Roldán       | USA    | Alberto Robinson       | BUL KEN | Ivan Michailov Philip Waruinge        |
| 1972   | URS  | Boris Koeznetsov     | KEN    | Philip Waruinge        | HUN COL | András Botos Clemente Rojas           |
| 1976   | CUB  | Ángel Herrera        | GDR    | Richard Nowakowski     | POL MEX | Leszek Kosedowski Juan Paredes        |
| 1980   | GDR  | Rudi Fink            | CUB    | Adolfo Horta           | POL URS | Krzysztof Kosedowski Viktor Rybakov   |
| 1984   | USA  | Meldrick Taylor      | NGR    | Peter Konyegwachie     | TUR VEN | Turgut Aykaç Omar Catari              |
| 1988   | ITA  | Giovanni Parisi      | ROU    | Daniel Dumitrescu      | MAR KOR | Abdelhak Achik Lee Jae-hyuk           |
| 1992   | GER  | Andreas Tews         | ESP    | Faustino Reyes López   | EUN ALG | Ramaz Paliani Hocine Soltani          |
| 1996   | THA  | Somluck Kamsing      | BUL    | Serafim Todorov        | ARG USA | Pablo Chacón Floyd Mayweather         |
| 2000   | KAZ  | Bekzat Sattarchanov  | USA    | Ricardo Juarez         | RUS MAR | Kamil Dzjamaloetdinov Tahar Tamsamani |
| 2004   | RUS  | Aleksej Tisjtsjenko  | PRK    | Kim Son-guk            | KOR GER | Jo Seok-kwan Vitali Tajbert           |
| 2008   | UKR  | Vasyl Lomachenko     | FRA    | Khedafi Djelkhir       | AZE TUR | Shahin Imranov Yakup Kılıç            |
|        |      |                      |        |                        |         |                                       |
| 2020   | ROC  | Albert Batyrgaziejev | USA    | Duke Ragan             | CUB GHA | Lázaro Álvarez Samuel Takyi           |
| 2024   | UZB  | Abdumalik Khalokov   | KGZ    | Munarbek Seiitbek Uulu | AUS BUL | Charlie Senior Javier Ibáñez          |

| Land | Goud | Zilver | Brons |
| ---- | ---- | ------ | ----- |
| USA  | 3    | 5      | 4     |
| ITA  | 3    | 1      | 1     |
| URS  | 3    | 0      | 1     |
| ARG  | 2    | 1      | 2     |
| FRA  | 1    | 2      | 1     |
| GBR  | 1    | 2      | 1     |
| GER  | 1    | 1      | 2     |
| CUB  | 1    | 1      | 1     |
| GDR  | 1    | 1      | 0     |
| MEX  | 1    | 0      | 1     |
| RUS  | 1    | 0      | 1     |
| KAZ  | 1    | 0      | 0     |
| NED  | 1    | 0      | 0     |
| TCH  | 1    | 0      | 0     |
| THA  | 1    | 0      | 0     |
| UKR  | 1    | 0      | 0     |
| UZB  | 1    | 0      | 0     |
| ROC  | 1    | 0      | 0     |
| RSA  | 0    | 2      | 2     |
| POL  | 0    | 1      | 4     |
| BUL  | 0    | 1      | 2     |
| KEN  | 0    | 1      | 1     |
| ESP  | 0    | 1      | 0     |
| KGZ  | 0    | 1      | 0     |
| NGR  | 0    | 1      | 0     |
| PHI  | 0    | 1      | 0     |
| PRK  | 0    | 1      | 0     |
| ROU  | 0    | 1      | 0     |
| FIN  | 0    | 0      | 2     |
| KOR  | 0    | 0      | 2     |
| MAR  | 0    | 0      | 2     |
| TUR  | 0    | 0      | 2     |
| ALG  | 0    | 0      | 1     |
| AUS  | 0    | 0      | 1     |
| AZE  | 0    | 0      | 1     |
| COL  | 0    | 0      | 1     |
| EUA  | 0    | 0      | 1     |
| EUN  | 0    | 0      | 1     |
| GHA  | 0    | 0      | 1     |
| HUN  | 0    | 0      | 1     |
| SWE  | 0    | 0      | 1     |
| VEN  | 0    | 0      | 1     |

Meervoudige medaillewinnaars
| Succesvolste | Meervoudige           |
| ------------ | --------------------- |
|              | 0-1-1 Philip Waruinge |

### Lichtgewicht
| Editie | Goud | Goud                | Zilver | Zilver              | Brons   | Brons                                 |
| ------ | ---- | ------------------- | ------ | ------------------- | ------- | ------------------------------------- |
| 1904   | USA  | Harry Spanjer       | USA    | Jack Eagan          | USA     | Russell van Horn                      |
| 1908   | GBR  | Frederick Grace     | GBR    | Frederick Spiller   | GBR     | Harry Johnson                         |
| 1920   | USA  | Samuel Mosberg      | DEN    | Gotfred Johansen    | CAN     | Clarence Newton                       |
| 1924   | DEN  | Hans Jacob Nielsen  | ARG    | Alfredo Copello     | USA     | Frederick Boylstein                   |
| 1928   | ITA  | Carlo Orlandi       | USA    | Steve Halaiko       | SWE     | Gunnar Berggren                       |
| 1932   | RSA  | Lawrence Stevens    | SWE    | Thure Ahlqvist      | USA     | Nathan Bor                            |
| 1936   | HUN  | Imre Harangi        | EST    | Nikolai Stepulov    | SWE     | Erik Ågren                            |
| 1948   | RSA  | Gerald Dreyer       | BEL    | Jos Vissers         | DEN     | Svend Wad                             |
| 1952   | ITA  | Aureliano Bolognesi | POL    | Aleksy Antkiewicz   | ROU FIN | Gheorghe Fiat Erkki Pakkanen          |
| 1956   | GBR  | Richard McTaggart   | EUA    | Harry Kurschat      | IRL URS | Tony Byrne Anatoly Lagetko            |
| 1960   | POL  | Kazimierz Paździor  | ITA    | Sandro Lopopolo     | ARG GBR | Abel Laudonio Richard McTaggart       |
| 1964   | POL  | Józef Grudzień      | URS    | Velikton Barannikov | USA IRL | Ronald Allen Harris James McCourt     |
| 1968   | USA  | Ronald W. Harris    | POL    | Józef Grudzień      | ROU YUG | Calistrat Cuţov Zvonimir Vujin        |
| 1972   | POL  | Jan Szczepański     | HUN    | László Orbán        | KEN COL | Samuel Mbugua Alfonso Pérez           |
| 1976   | USA  | Howard Davis Jr.    | ROU    | Simion Cuţov        | YUG URS | Ace Rusevski Vassili Solomin          |
| 1980   | CUB  | Ángel Herrera       | URS    | Viktor Demjanenko   | POL GDR | Kazimierz Adach Richard Nowakowski    |
| 1984   | USA  | Pernell Whitaker    | PUR    | Luis Ortiz          | KOR CMR | Chun Chil-sung Martin Ndongo-Ebanga   |
| 1988   | GDR  | Andreas Zülow       | SWE    | George Cramne       | USA MGL | Romallis Ellis Nerguy Enkhbat         |
| 1992   | USA  | Oscar de la Hoya    | GER    | Marco Rudolph       | MGL KOR | Namjil Bayarsaikhan Hong Sung-sik     |
| 1996   | ALG  | Hocine Soltani      | BUL    | Tontsjo Tontsjev    | USA ROU | Terrance Cauthen Leonard Doroftei     |
| 2000   | CUB  | Mario Kindelán      | UKR    | Andriy Kotelnik     | MEX RUS | Cristián Bejarano Alexandr Maletin    |
| 2004   | CUB  | Mario Kindelán      | GBR    | Amir Khan           | RUS KAZ | Moerat Chratsjov Serik Jeleujov       |
| 2008   | RUS  | Aleksej Tisjtsjenko | FRA    | Daouda Sow          | ARM CUB | Hrachik Javakhyan Yordenis Ugás       |
| 2012   | UKR  | Vasyl Lomatsjenko   | KOR    | Han Soon-chul       | LTU CUB | Evaldas Petrauskas Yasniel Toledo     |
| 2016   | BRA  | Robson Conceição    | FRA    | Sofiane Oumiha      | CUB MGL | Lázaro Álvarez Otgondalai Dorjnyambuu |
| 2020   | CUB  | Andy Cruz           | USA    | Keyshawn Davis      | ARM AUS | Chovhannes Batsjkov Harry Garside     |
| 2024   | CUB  | Erislandy Álvarez   | FRA    | Sofiane Oumiha      | CAN GEO | Wyatt Sanford Lasha Guruli            |

| Land | Goud | Zilver | Brons |
| ---- | ---- | ------ | ----- |
| USA  | 6    | 3      | 6     |
| CUB  | 5    | 0      | 1     |
| POL  | 3    | 2      | 1     |
| GBR  | 2    | 2      | 2     |
| ITA  | 2    | 1      | 0     |
| RSA  | 2    | 0      | 0     |
| DEN  | 1    | 1      | 1     |
| HUN  | 1    | 1      | 0     |
| UKR  | 1    | 1      | 0     |
| RUS  | 1    | 0      | 2     |
| GDR  | 1    | 0      | 1     |
| ALG  | 1    | 0      | 0     |
| BRA  | 1    | 0      | 0     |
| FRA  | 0    | 3      | 0     |
| URS  | 0    | 2      | 2     |
| SWE  | 0    | 2      | 2     |
| ROU  | 0    | 1      | 3     |
| KOR  | 0    | 1      | 2     |
| ARG  | 0    | 1      | 1     |
| BEL  | 0    | 1      | 0     |
| BUL  | 0    | 1      | 0     |
| EST  | 0    | 1      | 0     |
| EUA  | 0    | 1      | 0     |
| GER  | 0    | 1      | 0     |
| PUR  | 0    | 1      | 0     |
| MGL  | 0    | 0      | 3     |
| ARM  | 0    | 0      | 2     |
| CAN  | 0    | 0      | 2     |
| IRL  | 0    | 0      | 2     |
| YUG  | 0    | 0      | 2     |
| AUS  | 0    | 0      | 1     |
| CMR  | 0    | 0      | 1     |
| COL  | 0    | 0      | 1     |
| FIN  | 0    | 0      | 1     |
| GEO  | 0    | 0      | 1     |
| KAZ  | 0    | 0      | 1     |
| KEN  | 0    | 0      | 1     |
| LTU  | 0    | 0      | 1     |
| MEX  | 0    | 0      | 1     |

1. 1 2  1904: Medaillewinnaars volgens de medailledatabase van het IOC. Uit onderzoek van olympische historici volgt dat Jack Egan in 1905 is gediskwalificeerd en uit olympische uitslag is genomen. Dit omdat hij tijdens de Spelen niet onder zijn eigen naam, Frank Floyd, uitkwam. Dit was destijds niet toegestaan door de Amerikaanse boksorganisatie. Dit betekent dat in de lichtgewichtklasse het zilver gaat naar Russell van Horn en het brons naar de Amerikaan Peter Sturholdt. Egan won ook (gedeeld) brons in het weltergewicht.[1]

Meervoudige medaillewinnaars
| Succesvolste                                                      | Meervoudige |
| ----------------------------------------------------------------- | ----------- |
| 2-0-0 Mario Kindelán 1-1-0 Józef Grudzień 1-0-1 Richard McTaggart |             |

### Halfweltergewicht
1904-1948 + 2020-2024 niet op het programma
| Editie | Goud | Goud                        | Zilver | Zilver                    | Brons   | Brons                                        |
| ------ | ---- | --------------------------- | ------ | ------------------------- | ------- | -------------------------------------------- |
| 1952   | USA  | Charles Adkins              | URS    | Viktor Mednov             | FIN ITA | Erkki Mallenius Bruno Visintin               |
| 1956   | URS  | Vladimir Jengibarian        | ITA    | Franco Nenci              | ROU RSA | Constantin Dumitrescu Henry Loubscher        |
| 1960   | TCH  | Bohumil Němeček             | GHA    | Clement Quartey           | USA POL | Quincey Daniels Marian Kasprzyk              |
| 1964   | POL  | Jerzy Kulej                 | URS    | Jevgeni Frolov            | GHA TUN | Eddie Blay Habib Galhia                      |
| 1968   | POL  | Jerzy Kulej                 | CUB    | Enrique Regueiferos       | FIN USA | Arto Nilsson James Wallington                |
| 1972   | USA  | Ray Seales                  | BUL    | Angel Angelov             | NIG YUG | Issaka Dabore Zvonimir Vujin                 |
| 1976   | USA  | Ray Leonard                 | CUB    | Andrés Aldama             | BUL POL | Vladimir Kolev Kazimierz Szczerba            |
| 1980   | ITA  | Patrizio Oliva              | URS    | Serik Konakbajev          | CUB GBR | José Aguilar Tony Willis                     |
| 1984   | USA  | Jerry Page                  | THA    | Dhawee Umponmaha          | ROU YUG | Mircea Fulger Mirko Puzović                  |
| 1988   | URS  | Vjatsjeslav Janovski        | AUS    | Grahame Cheney            | FRG SWE | Reiner Gies Lars Myrberg                     |
| 1992   | CUB  | Héctor Vinent               | CAN    | Mark Leduc                | ROU FIN | Leonard Doroftei Jyri Kjäll                  |
| 1996   | CUB  | Héctor Vinent               | GER    | Oktay Urkal               | TUN KAZ | Fethi Missaoui Bolat Nijazimbetov            |
| 2000   | UZB  | Moechammadkadyr Abdoellajev | USA    | Ricardo Williams          | ALG CUB | Mohamed Allalou Diógenes Luna                |
| 2004   | THA  | Manus Boonjumnong           | CUB    | Yudel Johnson Cedeño      | BUL ROU | Boris Georgijev Ionuţ Gheorghe               |
| 2008   | DOM  | Manuel Félix Díaz           | THA    | Manus Boonjumnong         | CUB FRA | Roniel Iglesias Alexis Vastine               |
| 2012   | CUB  | Roniel Iglesias             | UKR    | Denis Berinsjik           | ITA MGL | Vincenzo Mangiacapre Munkh-Erdene Uranchimeg |
| 2016   | UZB  | Fazliddin Gaibnazarov       | AZE    | Lorenzo Sotomayor Collazo | RUS GER | Vitali Doenajtsev Artem Harutiunian          |

| Land | Goud | Zilver | Brons |
| ---- | ---- | ------ | ----- |
| USA  | 4    | 1      | 2     |
| CUB  | 3    | 3      | 3     |
| URS  | 2    | 3      | 0     |
| POL  | 2    | 0      | 2     |
| UZB  | 2    | 0      | 0     |
| THA  | 1    | 2      | 0     |
| ITA  | 1    | 1      | 2     |
| DOM  | 1    | 0      | 0     |
| TCH  | 1    | 0      | 0     |
| BUL  | 0    | 1      | 2     |
| GER  | 0    | 1      | 1     |
| GHA  | 0    | 1      | 1     |
| AUS  | 0    | 1      | 0     |
| AZE  | 0    | 1      | 0     |
| CAN  | 0    | 1      | 0     |
| UKR  | 0    | 1      | 0     |
| ROU  | 0    | 0      | 4     |
| FIN  | 0    | 0      | 3     |
| TUN  | 0    | 0      | 2     |
| YUG  | 0    | 0      | 2     |
| ALG  | 0    | 0      | 1     |
| FRA  | 0    | 0      | 1     |
| FRG  | 0    | 0      | 1     |
| GBR  | 0    | 0      | 1     |
| KAZ  | 0    | 0      | 1     |
| MGL  | 0    | 0      | 1     |
| NIG  | 0    | 0      | 1     |
| RSA  | 0    | 0      | 1     |
| SWE  | 0    | 0      | 1     |

Meervoudige medaillewinnaars
| Succesvolste                                                                        | Meervoudige |
| ----------------------------------------------------------------------------------- | ----------- |
| 2-0-0 Jerzy Kulej 2-0-0 Héctor Vinent 1-1-0 Manus Boonjumnong 1-0-1 Roniel Iglesias |             |

### Weltergewicht
1908 niet op het programma
| Editie | Goud | Goud                    | Zilver | Zilver                | Brons   | Brons                                   |
| ------ | ---- | ----------------------- | ------ | --------------------- | ------- | --------------------------------------- |
| 1904   | USA  | Albert Young            | USA    | Harry Spanjer         | USA     | Jack Eagan Joseph Lydon                 |
| 1920   | CAN  | Bert Schneider          | GBR    | Alexander Ireland     | USA     | Frederick Colberg                       |
| 1924   | BEL  | Jean Delarge            | ARG    | Héctor Méndez         | CAN     | Douglas Lewis                           |
| 1928   | NZL  | Ted Morgan              | ARG    | Raul Landini          | CAN     | Raymond Smillie                         |
| 1932   | USA  | Edward Flynn            | GER    | Erich Campe           | FIN     | Bruno Ahlberg                           |
| 1936   | FIN  | Sten Suvio              | GER    | Michael Murach        | DEN     | Gerhard Petersen                        |
| 1948   | TCH  | Július Torma            | USA    | Horace Herring        | ITA     | Alessandro D'Ottavio                    |
| 1952   | POL  | Zygmunt Chychła         | URS    | Sergej Sjtsjerbakov   | GER DEN | Günther Heidemann Viktor Jörgensen      |
| 1956   | ROU  | Nicolae Linca           | IRL    | Fred Tiedt            | GBR AUS | Nicholas Gargano Kevin Hogarth          |
| 1960   | ITA  | Nino Benvenuti          | URS    | Joeri Radonjak        | POL GBR | Leszek Drogosz James Lloyd              |
| 1964   | POL  | Marian Kasprzyk         | URS    | Ričardas Tamulis      | ITA FIN | Silvano Bertini Pertti Purhonen         |
| 1968   | GDR  | Manfred Wolke           | CMR    | Joseph Bessala        | ARG URS | Mario Guilloti Vladimir Moesalimov      |
| 1972   | CUB  | Emilio Correa           | HUN    | János Kajdi           | KEN USA | Richard Murunga Jesse Valdez            |
| 1976   | GDR  | Jochen Bachfeld         | VEN    | Pedro Gamarro         | FRG ROU | Reinhard Skricek Victor Zilberman       |
| 1980   | CUB  | Andrés Aldama           | UGA    | John Mugabi           | GDR POL | Karl-Heinz Krüger Kazimierz Szczerba    |
| 1984   | USA  | Mark Breland            | KOR    | An Young-su           | ITA FIN | Luciano Bruno Joni Nyman                |
| 1988   | KEN  | Robert Wangila          | FRA    | Laurent Boudouani     | POL USA | Jan Dydak Kenneth Gould                 |
| 1992   | IRL  | Michael Carruth         | CUB    | Juan Hernández Sierra | PUR THA | Anibal Acevedo Santiago Arkhom Chenglai |
| 1996   | RUS  | Oleg Saitov             | CUB    | Juan Hernández Sierra | PUR ROU | Daniel Santos Marian Simion             |
| 2000   | RUS  | Oleg Saitov             | UKR    | Sergej Dotsenko       | MDA ROU | Vitalie Gruşac Dorel Simion             |
| 2004   | KAZ  | Bachtijar Artajev       | CUB    | Lorenzo Aragón        | KOR RUS | Kim Jung-Joo Oleg Saitov                |
| 2008   | KAZ  | Bachit Sarsekbajev      | CUB    | Carlos Banteaux       | CHN KOR | Hanati Silamu Kim Jung-Joo              |
| 2012   | KAZ  | Serik Sapijev           | GBR    | Fred Evans            | UKR RUS | Taras Sjelestjoek Andrej Zamkovoj       |
| 2016   | KAZ  | Danijar Jeleoessinov    | UZB    | Sjachram Gijasov      | FRA MAR | Souleymane Cissokho Mohammed Rabii      |
| 2020   | CUB  | Roniel Iglesias         | GBR    | Pat McCormack         | IRL ROC | Aidan Walsh Andrej Zamkovoj             |
| 2024   | UZB  | Asadkhuja Muydinkhujaev | MEX    | Marco Verde           | USA GBR | Omari Jones Lewis Richardson            |

| Land | Goud | Zilver | Brons |
| ---- | ---- | ------ | ----- |
| KAZ  | 4    | 0      | 0     |
| CUB  | 3    | 4      | 0     |
| USA  | 3    | 2      | 6     |
| POL  | 2    | 0      | 3     |
| RUS  | 2    | 0      | 2     |
| GDR  | 2    | 0      | 1     |
| IRL  | 1    | 1      | 1     |
| UZB  | 1    | 1      | 0     |
| FIN  | 1    | 0      | 3     |
| ITA  | 1    | 0      | 3     |
| ROU  | 1    | 0      | 3     |
| CAN  | 1    | 0      | 2     |
| KEN  | 1    | 0      | 1     |
| BEL  | 1    | 0      | 0     |
| NZL  | 1    | 0      | 0     |
| TCH  | 1    | 0      | 0     |
| GBR  | 0    | 3      | 3     |
| URS  | 0    | 3      | 1     |
| ARG  | 0    | 2      | 1     |
| GER  | 0    | 2      | 1     |
| KOR  | 0    | 1      | 2     |
| FRA  | 0    | 1      | 1     |
| UKR  | 0    | 1      | 1     |
| CMR  | 0    | 1      | 0     |
| HUN  | 0    | 1      | 0     |
| MEX  | 0    | 1      | 0     |
| UGA  | 0    | 1      | 0     |
| VEN  | 0    | 1      | 0     |
| DEN  | 0    | 0      | 2     |
| PUR  | 0    | 0      | 2     |
| AUS  | 0    | 0      | 1     |
| CHN  | 0    | 0      | 1     |
| FRG  | 0    | 0      | 1     |
| MAR  | 0    | 0      | 1     |
| MDA  | 0    | 0      | 1     |
| ROC  | 0    | 0      | 1     |
| THA  | 0    | 0      | 1     |

Meervoudige medaillewinnaars
| Succesvolste      | Meervoudige                                                          |
| ----------------- | -------------------------------------------------------------------- |
| 2-0-1 Oleg Saitov | 0-2-0 Juan Hernández Sierra 0-0-2 Kim Jung-Joo 0-0-2 Andrej Zamkovoj |

### Halfmiddengewicht
1904-1948 + 2004-2024 niet op het programma
| Editie | Goud | Goud               | Zilver | Zilver                | Brons   | Brons                                 |
| ------ | ---- | ------------------ | ------ | --------------------- | ------- | ------------------------------------- |
| 1952   | HUN  | László Papp        | RSA    | Theunis van Schalkwyk | ARG URS | Eladio Herrera Boris Tisjin           |
| 1956   | HUN  | László Papp        | USA    | José Torres           | GBR POL | John McCormack Zbigniew Pietrzykowski |
| 1960   | USA  | Wilbert McClure    | ITA    | Carmelo Bossi         | GBR URS | William Fisher Boris Lagoetin         |
| 1964   | URS  | Boris Lagoetin     | FRA    | Joseph Gonzales       | POL NGR | Józef Grzesiak Nojim Maiyegun         |
| 1968   | URS  | Boris Lagoetin     | CUB    | Rolando Garbey        | USA FRG | John Lee Baldwin Günther Meier        |
| 1972   | FRG  | Dieter Kottysch    | POL    | Wiesław Rutkowski     | GBR GDR | Alan Minter Peter Tiepold             |
| 1976   | POL  | Jerzy Rybicki      | YUG    | Tadija Kačar          | CUB URS | Rolando Garbey Viktor Savtsjenko      |
| 1980   | CUB  | Armando Martínez   | URS    | Aleksandr Kosjkin     | TCH GDR | Ján Franek Detlef Kästner             |
| 1984   | USA  | Frank Tate         | CAN    | Shawn O'Sullivan      | FRA FRG | Christophe Tiozzo Manfred Zielonka    |
| 1988   | KOR  | Park Si-hun        | USA    | Roy Jones Jr.         | CAN GBR | Ray Downey Richie Woodhall            |
| 1992   | CUB  | Juan Carlos Lemus  | NED    | Orhan Delibaş         | HUN GBR | György Mizsei Robin Reid              |
| 1996   | USA  | David Reid         | CUB    | Alfredo Duvergel      | KAZ UZB | Jermachan Ibraimov Karim Toelaganov   |
| 2000   | KAZ  | Jermachan Ibraimov | ROU    | Marian Simion         | USA THA | Jermain Taylor Pornchai Thongburan    |

| Land | Goud | Zilver | Brons |
| ---- | ---- | ------ | ----- |
| USA  | 3    | 2      | 2     |
| CUB  | 2    | 2      | 1     |
| URS  | 2    | 1      | 3     |
| HUN  | 2    | 0      | 1     |
| POL  | 1    | 1      | 1     |
| FRG  | 1    | 0      | 2     |
| KAZ  | 1    | 0      | 1     |
| KOR  | 1    | 0      | 0     |
| CAN  | 0    | 1      | 1     |
| FRA  | 0    | 1      | 1     |
| ITA  | 0    | 1      | 0     |
| NED  | 0    | 1      | 0     |
| ROU  | 0    | 1      | 0     |
| RSA  | 0    | 1      | 0     |
| YUG  | 0    | 1      | 0     |
| GBR  | 0    | 0      | 5     |
| GDR  | 0    | 0      | 2     |
| ARG  | 0    | 0      | 1     |
| NGR  | 0    | 0      | 1     |
| TCH  | 0    | 0      | 1     |
| THA  | 0    | 0      | 1     |
| UZB  | 0    | 0      | 1     |

Meervoudige medaillewinnaars
| Succesvolste                                                    | Meervoudige          |
| --------------------------------------------------------------- | -------------------- |
| 2-0-1 Boris Lagoetin 2-0-0 László Papp 1-0-1 Jermachan Ibraimov | 0-1-1 Rolando Garbey |

### Middengewicht
| Editie | Goud | Goud                  | Zilver | Zilver                | Brons   | Brons                                       |
| ------ | ---- | --------------------- | ------ | --------------------- | ------- | ------------------------------------------- |
| 1904   | USA  | Charles Mayer         | USA    | Benjamin Spradley     |         |                                             |
| 1908   | GBR  | John Douglas          | ANZ    | Reginald Baker        | GBR     | William Philo                               |
| 1920   | GBR  | Harry Mallin          | CAN    | George Prud'Homme     | CAN     | Moe Herscovitch                             |
| 1924   | GBR  | Harry Mallin          | GBR    | John Elliott          | BEL     | Joseph Beecken                              |
| 1928   | ITA  | Piero Toscani         | TCH    | Jan Heřmánek          | BEL     | Léonard Steyaert                            |
| 1932   | USA  | Carmen Barth          | ARG    | Amado Azar            | RSA     | Ernest Pierce                               |
| 1936   | FRA  | Jean Despeaux         | NOR    | Henry Tiller          | ARG     | Raúl Villareal                              |
| 1948   | HUN  | László Papp           | GBR    | John Wright           | ITA     | Ivano Fontana                               |
| 1952   | USA  | Floyd Patterson       | ROU    | Vasile Tita           | BUL SWE | Boris Nikolov Stig Sjölin                   |
| 1956   | URS  | Gennadi Sjatkov       | CHI    | Rámon Tapia           | FRA ARG | Gilbert Chapron Victor Zalazar              |
| 1960   | USA  | Eddie Crook           | POL    | Tadeusz Walasek       | URS ROU | Jevgeni Feofanov Ion Monea                  |
| 1964   | URS  | Valeri Popentsjenko   | EUA    | Emil Schulz           | ITA POL | Franco Valle Tadeusz Walasek                |
| 1968   | GBR  | Chris Finnegan        | URS    | Aleksej Kisseljov     | USA MEX | Al Jones Agustín Zaragoza                   |
| 1972   | URS  | Vjatsjeslav Lemesjev  | FIN    | Reima Virtanen        | GHA USA | Prince Amartey Marvin Johnson               |
| 1976   | USA  | Michael Spinks        | URS    | Roefat Riskijev       | CUB ROU | Luis Martínez Alec Năstac                   |
| 1980   | CUB  | José Gómez            | URS    | Viktor Savtsjenko     | POL ROU | Jerzy Rybicki Valentin Silaghi              |
| 1984   | KOR  | Shin Joon-sup         | USA    | Virgil Hill           | PUR ALG | Arístides González Mohamed Zaoui            |
| 1988   | GDR  | Henry Maske           | CAN    | Egerton Marcus        | KEN PAK | Chris Sande Hussain Shah Syed               |
| 1992   | CUB  | Ariel Hernández       | USA    | Chris Byrd            | CAN KOR | Chris Johnson Lee Seung-bae                 |
| 1996   | CUB  | Ariel Hernández       | TUR    | Malik Beyleroğlu      | ALG USA | Mohamed Bahari Rhoshii Wells                |
| 2000   | CUB  | Jorge Gutiérrez       | RUS    | Gaidarbek Gaidarbekov | AZE HUN | Voegar Alekperov Zsolt Erdei                |
| 2004   | RUS  | Gaidarbek Gaidarbekov | KAZ    | Gennady Golovkin      | USA THA | Andre Dirrell Suriya Prasathinphimai        |
| 2008   | GBR  | James DeGale          | CUB    | Emilio Correa         | IND IRL | Vijender Kumar Darren Sutherland            |
| 2012   | JPN  | Ryota Murata          | BRA    | Esquiva Falcão        | UZB GBR | Abbos Atoev Anthony Ogogo                   |
| 2016   | CUB  | Arlen López           | UZB    | Bektemir Melikoezijev | MEX AZE | Misael Uziel Rodríguez Kamran Sjachsoevarly |
| 2020   | BRA  | Hebert Conceição      | UKR    | Oleksandr Chyzjnjak   | ROC PHI | Gleb Baksji Eumir Marcial                   |
| 2024   | UKR  | Oleksandr Chyzjnjak   | KAZ    | Nurbek Oralbay        | DOM CUB | Cristian Pinales Arlen López                |

| Land | Goud | Zilver | Brons |
| ---- | ---- | ------ | ----- |
| USA  | 5    | 3      | 4     |
| GBR  | 5    | 2      | 2     |
| CUB  | 5    | 1      | 2     |
| URS  | 3    | 3      | 1     |
| RUS  | 1    | 1      | 0     |
| BRA  | 1    | 1      | 0     |
| UKR  | 1    | 1      | 0     |
| ITA  | 1    | 0      | 2     |
| FRA  | 1    | 0      | 1     |
| HUN  | 1    | 0      | 1     |
| KOR  | 1    | 0      | 1     |
| GDR  | 1    | 0      | 0     |
| JPN  | 1    | 0      | 0     |
| CAN  | 0    | 2      | 2     |
| KAZ  | 0    | 2      | 0     |
| ROU  | 0    | 1      | 3     |
| ARG  | 0    | 1      | 2     |
| POL  | 0    | 1      | 2     |
| UZB  | 0    | 1      | 1     |
| ANZ  | 0    | 1      | 0     |
| CHI  | 0    | 1      | 0     |
| EUA  | 0    | 1      | 0     |
| FIN  | 0    | 1      | 0     |
| NOR  | 0    | 1      | 0     |
| TCH  | 0    | 1      | 0     |
| TUR  | 0    | 1      | 0     |
| ALG  | 0    | 0      | 2     |
| AZE  | 0    | 0      | 2     |
| BEL  | 0    | 0      | 2     |
| MEX  | 0    | 0      | 2     |
| BUL  | 0    | 0      | 1     |
| DOM  | 0    | 0      | 1     |
| GHA  | 0    | 0      | 1     |
| IND  | 0    | 0      | 1     |
| IRL  | 0    | 0      | 1     |
| KEN  | 0    | 0      | 1     |
| PAK  | 0    | 0      | 1     |
| PHI  | 0    | 0      | 1     |
| PUR  | 0    | 0      | 1     |
| RSA  | 0    | 0      | 1     |
| ROC  | 0    | 0      | 1     |
| SWE  | 0    | 0      | 1     |
| THA  | 0    | 0      | 1     |

Meervoudige medaillewinnaars
| Succesvolste | Meervoudige           |
| --- | --------------------- |
| 2-0-0 Ariel Hernández 2-0-0 Harry Mallin 1-1-0 Oleksandr Chyzjnjak 1-1-0 Gaidarbek Gaidarbekov 1-0-1 Arlen López | 0-1-1 Tadeusz Walasek |

### Halfzwaargewicht
2024 niet op het programma
| Editie | Goud | Goud                  | Zilver | Zilver                 | Brons   | Brons                                    |
| ------ | ---- | --------------------- | ------ | ---------------------- | ------- | ---------------------------------------- |
| 1920   | USA  | Eddie Eagan           | NOR    | Sverre Sørsdal         | GBR     | Harold Franks                            |
| 1924   | GBR  | Harry Mitchell        | DEN    | Thyge Petersen         | NOR     | Sverre Sørsdal                           |
| 1928   | ARG  | Victorio Avendaño     | GER    | Ernst Pistulla         | NED     | Karel Miljon                             |
| 1932   | RSA  | David Daniel Carstens | ITA    | Gino Rossi             | DEN     | Peter Oscar Jørgensen                    |
| 1936   | FRA  | Roger Michelot        | GER    | Richard Vogt           | ARG     | Francisco Risiglione                     |
| 1948   | RSA  | George Hunter         | GBR    | Donald Scott           | ARG     | Mauro Cia                                |
| 1952   | USA  | Norvel Lee            | ARG    | Antonio Pacenza        | URS FIN | Anatoli Perov Harri Siljander            |
| 1956   | USA  | James Boyd            | ROU    | Gheorghe Negrea        | CHI URS | Carlos Lucas Romualdas Murauskas         |
| 1960   | USA  | Cassius Clay          | POL    | Zbigniew Pietrzykowski | AUS ITA | Anthony Madigan Giulio Saraudi           |
| 1964   | ITA  | Cosimo Pinto          | URS    | Aleksej Kisseljov      | BUL POL | Alexander Nikolov Zbigniew Pietrzykowski |
| 1968   | URS  | Danas Pozniakas       | ROU    | Ion Monea              | POL BUL | Stanisław Dragan Georgi Stankov          |
| 1972   | YUG  | Mate Parlov           | CUB    | Gilberto Carrillo      | POL NGR | Janusz Gortat Isaac Ikhouria             |
| 1976   | USA  | Leon Spinks           | CUB    | Sixto Soria            | ROU POL | Costică Dafinoiu Janusz Gortat           |
| 1980   | YUG  | Slobodan Kačar        | POL    | Paweł Skrzecz          | GDR CUB | Herbert Bauch Ricardo Rojas              |
| 1984   | YUG  | Anton Josipović       | NZL    | Kevin Barry            | USA ALG | Evander Holyfield Mustapha Moussa        |
| 1988   | USA  | Andrew Maynard        | URS    | Noermagomed Sjanavazov | POL YUG | Henryk Petrich Damir Škaro               |
| 1992   | GER  | Torsten May           | EUN    | Rostislav Zaoelitsjny  | POL HUN | Wojciech Bartnik Zoltán Beres            |
| 1996   | KAZ  | Vasili Zjirov         | KOR    | Lee Seung-bae          | USA GER | Antonio Tarver Thomas Ulrich             |
| 2000   | RUS  | Aleksandr Lebzjak     | CZE    | Rudolf Kraj            | UKR UZB | Andrij Fedtsjoek Sergej Michajlov        |
| 2004   | USA  | Andre Ward            | BLR    | Magomed Aripgadzjiev   | UZB EGY | Utkirbek Hajdarov Ahmed Ismail           |
| 2008   | CHN  | Zhang Xiaoping        | IRL    | Kenny Egan             | GBR KAZ | Tony Jeffries Yerkebuian Shynaliyev      |
| 2012   | RUS  | Jegor Mechontsjev     | KAZ    | Adilbek Nijazymbetov   | BRA UKR | Yamaguchi Falcão Oleksandr Gvozdyk       |
| 2016   | CUB  | Julio César La Cruz   | KAZ    | Adilbek Nijazymbetov   | FRA GBR | Mathieu Bauderlique Joshua Buatsi        |
| 2020   | CUB  | Arlen López           | GBR    | Benjamin Whittaker     | AZE ROC | Loren Alfonso Imam Chatajev              |

| Land | Goud | Zilver | Brons |
| ---- | ---- | ------ | ----- |
| USA  | 7    | 0      | 2     |
| YUG  | 3    | 0      | 1     |
| CUB  | 2    | 2      | 1     |
| RUS  | 2    | 0      | 0     |
| RSA  | 2    | 0      | 0     |
| GBR  | 1    | 2      | 3     |
| URS  | 1    | 2      | 2     |
| GER  | 1    | 2      | 1     |
| KAZ  | 1    | 2      | 1     |
| ARG  | 1    | 1      | 2     |
| ITA  | 1    | 1      | 1     |
| FRA  | 1    | 0      | 1     |
| CHN  | 1    | 0      | 0     |
| POL  | 0    | 2      | 6     |
| ROU  | 0    | 2      | 1     |
| DEN  | 0    | 1      | 1     |
| NOR  | 0    | 1      | 1     |
| BLR  | 0    | 1      | 0     |
| CZE  | 0    | 1      | 0     |
| EUN  | 0    | 1      | 0     |
| IRL  | 0    | 1      | 0     |
| KOR  | 0    | 1      | 0     |
| NZL  | 0    | 1      | 0     |
| BUL  | 0    | 0      | 2     |
| UKR  | 0    | 0      | 2     |
| UZB  | 0    | 0      | 2     |
| ALG  | 0    | 0      | 1     |
| AUS  | 0    | 0      | 1     |
| AZE  | 0    | 0      | 1     |
| BRA  | 0    | 0      | 1     |
| CHI  | 0    | 0      | 1     |
| EGY  | 0    | 0      | 1     |
| FIN  | 0    | 0      | 1     |
| GDR  | 0    | 0      | 1     |
| HUN  | 0    | 0      | 1     |
| NED  | 0    | 0      | 1     |
| NGR  | 0    | 0      | 1     |
| ROC  | 0    | 0      | 1     |

Meervoudige medaillewinnaars
| Succesvolste | Meervoudige                                                                                      |
| ------------ | ------------------------------------------------------------------------------------------------ |
|              | 0-2-0 Adilbek Nijazymbetov 0-1-1 Zbigniew Pietrzykowski 0-1-1 Sverre Sørsdal 0-0-2 Janusz Gortat |

### Zwaargewicht
| Editie | Goud | Goud                    | Zilver | Zilver                  | Brons   | Brons                                |
| ------ | ---- | ----------------------- | ------ | ----------------------- | ------- | ------------------------------------ |
| 1904   | USA  | Samuel Berger           | USA    | Charles Mayer           | USA     | William Michaels                     |
| 1908   | GBR  | Albert Oldman           | GBR    | Sydney Evans            | GBR     | Frederick Parks                      |
| 1920   | GBR  | Ronald Rawson           | DEN    | Søren Petersen          | FRA     | Albert Eluère                        |
| 1924   | NOR  | Otto von Porat          | DEN    | Søren Petersen          | ARG     | Alfredo Porzio                       |
| 1928   | ARG  | Arturo Rodríguez        | SWE    | Nils Ramm               | DEN     | Michael Michaelsen                   |
| 1932   | ARG  | Alberto Santiago Lovell | ITA    | Luigi Rovati            | USA     | Frederick Feary                      |
| 1936   | GER  | Herbert Runge           | ARG    | Guillermo Lovell        | NOR     | Erling Nilsen                        |
| 1948   | ARG  | Rafael Iglesias         | SWE    | Gunnar Nilsson          | RSA     | John Arthur                          |
| 1952   | USA  | Ed Sanders              | SWE    | Ingemar Johansson       | FIN RSA | Ilkka Koski Andries Nieman           |
| 1956   | USA  | Pete Rademacher         | URS    | Lev Moechin             | RSA ITA | Daniel Bekker Giacomo Bozzano        |
| 1960   | ITA  | Franco de Piccoli       | RSA    | Daniel Bekker           | TCH EUA | Josef Němec Günter Siegmund          |
| 1964   | USA  | Joe Frazier             | EUA    | Hans Huber              | URS ITA | Vadim Jemeljanov Giuseppe Ros        |
| 1968   | USA  | George Foreman          | URS    | Jonas Čepulis           | ITA MEX | Giorgio Bambini Joaquín Rocha        |
| 1972   | CUB  | Teófilo Stevenson       | ROU    | Ion Alexe               | FRG SWE | Peter Hussing Hasse Thomsén          |
| 1976   | CUB  | Teófilo Stevenson       | ROU    | Mircea Şimon            | BER USA | Clarence Hill John Tate              |
| 1980   | CUB  | Teófilo Stevenson       | URS    | Pjotr Zajev             | GDR HUN | Jürgen Fanghänel István Lévai        |
| 1984   | USA  | Henry Tillman           | CAN    | Willie DeWit            | ITA NED | Angelo Musone Arnold Vanderlyde      |
| 1988   | USA  | Ray Mercer              | KOR    | Baik Hyun-man           | POL NED | Andrzej Gołota Arnold Vanderlyde     |
| 1992   | CUB  | Félix Savón             | NGR    | David Izonritei         | NZL NED | David Tua Arnold Vanderlyde          |
| 1996   | CUB  | Félix Savón             | CAN    | David Defiagbon         | USA GER | Nate Jones Luan Krasniqi             |
| 2000   | CUB  | Félix Savón             | RUS    | Soeltan Ibragimov       | GER GEO | Sebastian Köber Vladimir Tsjantoeria |
| 2004   | CUB  | Odlanier Solís          | BLR    | Viktor Zoejev           | SYR EGY | Naser Al Shami Mohamed Elsayed       |
| 2008   | RUS  | Rachim Tsjachkiev       | ITA    | Clemente Russo          | CUB USA | Osmay Acosta Deontay Wilder          |
| 2012   | UKR  | Oleksandr Usyk          | ITA    | Clemente Russo          | AZE BUL | Tejmoer Mammadov Tervel Poelev       |
| 2016   | RUS  | Jevgeny Tisjtsjenko     | KAZ    | Vassilij Levit          | CUB UZB | Erislandy Savón Roestam Toelaganov   |
| 2020   | CUB  | Julio César La Cruz     | ROC    | Moeslim Gadzjimagomedov | NZL BRA | David Nyika Abner Teixeira           |
| 2024   | UZB  | Lazizbek Mullojonov     | AZE    | Loren Alfonso           | ESP TJK | Enmanuel Reyes Davlat Boltaev        |

| Land | Goud | Zilver | Brons |
| ---- | ---- | ------ | ----- |
| CUB  | 8    | 0      | 2     |
| USA  | 7    | 1      | 5     |
| ARG  | 3    | 1      | 1     |
| GBR  | 2    | 1      | 1     |
| RUS  | 2    | 1      | 0     |
| ITA  | 1    | 3      | 4     |
| GER  | 1    | 0      | 1     |
| NOR  | 1    | 0      | 1     |
| UZB  | 1    | 0      | 1     |
| UKR  | 1    | 0      | 0     |
| URS  | 0    | 3      | 1     |
| SWE  | 0    | 3      | 1     |
| DEN  | 0    | 2      | 1     |
| CAN  | 0    | 2      | 0     |
| ROU  | 0    | 2      | 0     |
| RSA  | 0    | 1      | 3     |
| AZE  | 0    | 1      | 1     |
| EUA  | 0    | 1      | 1     |
| BLR  | 0    | 1      | 0     |
| KAZ  | 0    | 1      | 0     |
| KOR  | 0    | 1      | 0     |
| NGR  | 0    | 1      | 0     |
| ROC  | 0    | 1      | 0     |
| NED  | 0    | 0      | 3     |
| NZL  | 0    | 0      | 2     |
| ALB  | 0    | 0      | 1     |
| BER  | 0    | 0      | 1     |
| BRA  | 0    | 0      | 1     |
| BUL  | 0    | 0      | 1     |
| EGY  | 0    | 0      | 1     |
| ESP  | 0    | 0      | 1     |
| FIN  | 0    | 0      | 1     |
| FRA  | 0    | 0      | 1     |
| FRG  | 0    | 0      | 1     |
| GDR  | 0    | 0      | 1     |
| GEO  | 0    | 0      | 1     |
| HUN  | 0    | 0      | 1     |
| MEX  | 0    | 0      | 1     |
| POL  | 0    | 0      | 1     |
| SYR  | 0    | 0      | 1     |
| TCH  | 0    | 0      | 1     |
| TJK  | 0    | 0      | 1     |

Meervoudige medaillewinnaars
| Succesvolste                              | Meervoudige                                                                           |
| ----------------------------------------- | ------------------------------------------------------------------------------------- |
| 3-0-0 Félix Savón 3-0-0 Teófilo Stevenson | 0-2-0 Søren Petersen 0-2-0 Clemente Russo 0-1-1 Daniel Bekker 0-0-3 Arnold Vanderlyde |

### Superzwaargewicht
1904-1980 niet op het programma
| Editie | Goud | Goud               | Zilver | Zilver                  | Brons   | Brons                                         |
| ------ | ---- | ------------------ | ------ | ----------------------- | ------- | --------------------------------------------- |
| 1984   | USA  | Tyrell Biggs       | ITA    | Francesco Damiani       | YUG GBR | Aziz Salihu Robert Wells                      |
| 1988   | CAN  | Lennox Lewis       | USA    | Riddick Bowe            | URS POL | Aleksandr Mirosjnitsjenko Janusz Zarenkiewicz |
| 1992   | CUB  | Roberto Balado     | NGR    | Richard Igbineghu       | DEN BUL | Brian Nielsen Svilen Roesinov                 |
| 1996   | UKR  | Wladimir Klitsjko  | TGA    | Paea Wolfgramm          | NGR RUS | Duncan Dokiwari Aleksei Lezin                 |
| 2000   | GBR  | Audley Harrison    | KAZ    | Moechtarchan Dildabekow | UZB ITA | Roestam Saidov Paolo Vidoz                    |
| 2004   | RUS  | Aleksandr Povetkin | EGY    | Mohamed Aly             | ITA CUB | Roberto Cammarelle Michel López Núñez         |
| 2008   | ITA  | Roberto Cammarelle | CHN    | Zhang Zhilei            | UKR GBR | Vjatsjeslav Hlazkov David Price               |
| 2012   | GBR  | Anthony Joshua     | ITA    | Roberto Cammarelle      | KAZ AZE | Ivan Ditsjko Magomedrasul Majidov             |
| 2016   | FRA  | Tony Yoka          | GBR    | Joseph "Joe" Joyce      | KAZ CRO | Ivan Ditsjko Filip Hrgović                    |
| 2020   | UZB  | Bahodir Jalolov    | USA    | Richard Torrez          | GBR KAZ | Frazer Clarke Kamsjybek Koenkabajev           |
| 2024   | UZB  | Bahodir Jalolov    | ESP    | Ayoub Ghadfa            | GER FRA | Nelvie Tiafack Djamili-Dini Aboudou Moindze   |

| Land | Goud | Zilver | Brons |
| ---- | ---- | ------ | ----- |
| GBR  | 2    | 1      | 3     |
| UZB  | 2    | 0      | 1     |
| ITA  | 1    | 2      | 2     |
| USA  | 1    | 2      | 0     |
| CUB  | 1    | 0      | 1     |
| FRA  | 1    | 0      | 1     |
| RUS  | 1    | 0      | 1     |
| UKR  | 1    | 0      | 1     |
| CAN  | 1    | 0      | 0     |
| KAZ  | 0    | 1      | 3     |
| NGR  | 0    | 1      | 1     |
| CHN  | 0    | 1      | 0     |
| EGY  | 0    | 1      | 0     |
| ESP  | 0    | 1      | 0     |
| TGA  | 0    | 1      | 0     |
| AZE  | 0    | 0      | 1     |
| BUL  | 0    | 0      | 1     |
| CRO  | 0    | 0      | 1     |
| DEN  | 0    | 0      | 1     |
| GER  | 0    | 0      | 1     |
| POL  | 0    | 0      | 1     |
| URS  | 0    | 0      | 1     |
| YUG  | 0    | 0      | 1     |

Meervoudige medaillewinnaars
| Succesvolste                                   | Meervoudige        |
| ---------------------------------------------- | ------------------ |
| 2-0-0 Bahodir Jalolov 1-1-1 Roberto Cammarelle | 0-0-2 Ivan Ditsjko |

### Meervoudige medaillewinnaars verschillende klassen
| Succesvolste | Succesvolste | Meervoudige | Meervoudige |
| --- | --- | --- | --- |
| 3-0-0 László Papp 2-0-1 Roniel Iglesias 2-0-1 Arlen López 2-0-0 Ángel Herrera 2-0-0 Julio César La Cruz 2-0-0 Robeisy Ramírez 2-0-0 Vasyl Lomatsjenko 2-0-0 Hasanboy Doesmatov 2-0-0 Aleksej Tisjtsjenko 2-0-0 Oliver Kirk * | 1-1-0 Andrés Aldama 1-1-0 / Andreas Tews 1-1-0 George Finnegan * 1-1-0 Charles Mayer * 1-1-0 Harry Spanjer * 1-0-1 Hocine Soltani 1-0-1 Maikro Romero 1-0-1 Pentti Hämäläinen 1-0-1 István Kovács 1-0-1 Jermachan Ibraimov 1-0-1 Marian Kasprzyk 1-0-1 Jerzy Rybicki | 0-2-0 Aleksej Kisseljov 0-1-2 Zbigniew Pietrzykowski 0-1-1 Loren Alfonso 0-1-1 Richard Nowakowski 0-1-1 Aleksy Antkiewicz 0-1-1 Ion Monea 0-1-1 Marian Simion 0-1-1 Viktor Savtsjenko 0-1-1 Jack Eagan * 0-1-1 Lee Seung-bae | 0-0-3 Lázaro Álvarez 0-0-2 Zvonimir Vujin 0-0-2 Leonard Doroftei 0-0-2 Kazimierz Szczerba 0-0-2 Viktor Rybakov |

* deze boksers wonnen hun beide medailles in 1904

## Vrouwen

### Vlieggewicht
| Editie | Goud | Goud            | Zilver | Zilver             | Brons   | Brons                               |
| ------ | ---- | --------------- | ------ | ------------------ | ------- | ----------------------------------- |
| 2012   | GBR  | Nicola Adams    | CHN    | Ren Cancan         | USA IND | Marlen Esparza Mary Kom             |
| 2016   | GBR  | Nicola Adams    | FRA    | Sarah Ourahmoune   | CHN COL | Ren Cancan Ingrit Valencia Victoria |
| 2020   | BUL  | Stoyka Krasteva | TUR    | Buse Naz Çakıroğlu | TPE JPN | Huang Hsiao-wen Tsukimi Namiki      |
| 2024   | CHN  | Wu Yu           | TUR    | Buse Naz Çakıroğlu | KAZ PHI | Nazym Kyzaibay Aira Villegas        |

| Land | Goud | Zilver | Brons |
| ---- | ---- | ------ | ----- |
| GBR  | 2    | 0      | 0     |
| CHN  | 1    | 1      | 1     |
| BUL  | 1    | 0      | 0     |
| TUR  | 0    | 2      | 0     |
| FRA  | 0    | 1      | 0     |
| COL  | 0    | 0      | 1     |
| IND  | 0    | 0      | 1     |
| JPN  | 0    | 0      | 1     |
| KAZ  | 0    | 0      | 1     |
| PHI  | 0    | 0      | 1     |
| TPE  | 0    | 0      | 1     |
| USA  | 0    | 0      | 1     |

Meervoudige medaillewinnaars
| Succesvolste       | Meervoudige                               |
| ------------------ | ----------------------------------------- |
| 2-0-0 Nicola Adams | 0-2-0 Buse Naz Çakıroğlu 0-1-1 Ren Cancan |

### Bantamgewicht
2012-2020 niet op het programma
| Editie | Goud | Goud       | Zilver | Zilver       | Brons   | Brons                 |
| ------ | ---- | ---------- | ------ | ------------ | ------- | --------------------- |
| 2024   | CHN  | Chang Yuan | TUR    | Hatice Akbaş | PRK KOR | Pang Chol-mi Im Ae-ji |

| Land | Goud | Zilver | Brons |
| ---- | ---- | ------ | ----- |
| CHN  | 1    | 0      | 0     |
| TUR  | 0    | 1      | 0     |
| KOR  | 0    | 0      | 1     |
| PRK  | 0    | 0      | 1     |

### Vedergewicht
2012-2016 niet op het programma
| Editie | Goud | Goud        | Zilver | Zilver          | Brons   | Brons                          |
| ------ | ---- | ----------- | ------ | --------------- | ------- | ------------------------------ |
| 2020   | JPN  | Sena Irie   | PHI    | Nesthy Petecio  | GBR ITA | Karriss Artingstall Irma Testa |
| 2024   | TPE  | Lin Yu-ting | POL    | Julia Szeremeta | TUR PHI | Esra Yıldız Nesthy Petecio     |

| Land | Goud | Zilver | Brons |
| ---- | ---- | ------ | ----- |
| JPN  | 1    | 0      | 0     |
| TPE  | 1    | 0      | 0     |
| PHI  | 0    | 1      | 1     |
| POL  | 0    | 1      | 0     |
| GBR  | 0    | 0      | 1     |
| ITA  | 0    | 0      | 1     |
| TUR  | 0    | 0      | 1     |

Meervoudige medaillewinnaars
| Succesvolste | Meervoudige          |
| ------------ | -------------------- |
|              | 0-1-1 Nesthy Petecio |

### Lichtgewicht
| Editie | Goud | Goud              | Zilver | Zilver           | Brons   | Brons                              |
| ------ | ---- | ----------------- | ------ | ---------------- | ------- | ---------------------------------- |
| 2012   | IRL  | Katie Taylor      | RUS    | Sofia Otsjigava  | BRA TJK | Adriana Araujo Mavzuna Chorieva    |
| 2016   | FRA  | Estelle Mossely   | CHN    | Yin Junhua       | RUS FIN | Anastasia Belijakova Mira Potkonen |
| 2020   | IRL  | Kellie Harrington | BRA    | Beatriz Ferreira | FIN THA | Mira Potkonen Sudaporn Seesondee   |
| 2024   | IRL  | Kellie Harrington | CHN    | Yang Wenlu       | TPE BRA | Wu Shih-yi Beatriz Ferreira        |

| Land | Goud | Zilver | Brons |
| ---- | ---- | ------ | ----- |
| IRL  | 3    | 0      | 0     |
| FRA  | 1    | 0      | 0     |
| CHN  | 0    | 2      | 0     |
| BRA  | 0    | 1      | 2     |
| RUS  | 0    | 1      | 1     |
| FIN  | 0    | 0      | 2     |
| TJK  | 0    | 0      | 1     |
| THA  | 0    | 0      | 1     |
| TPE  | 0    | 0      | 1     |

Meervoudige medaillewinnaars
| Succesvolste            | Meervoudige            |
| ----------------------- | ---------------------- |
| 2-0-0 Kellie Harrington | 0-1-1 Beatriz Ferreira |

### Weltergewicht
2012-2016 niet op het programma
| Editie | Goud | Goud              | Zilver | Zilver   | Brons   | Brons                               |
| ------ | ---- | ----------------- | ------ | -------- | ------- | ----------------------------------- |
| 2020   | TUR  | Busenaz Sürmeneli | CHN    | Gu Hong  | IND USA | Lovlina Borgohain Oshae Jones       |
| 2024   | ALG  | Imane Khelif      | CHN    | Yang Liu | THA TPE | Janjaem Suwannapheng Chen Nien-chin |

| Land | Goud | Zilver | Brons |
| ---- | ---- | ------ | ----- |
| ALG  | 1    | 0      | 0     |
| TUR  | 1    | 0      | 0     |
| CHN  | 0    | 2      | 0     |
| IND  | 0    | 0      | 1     |
| THA  | 0    | 0      | 1     |
| TPE  | 0    | 0      | 1     |
| USA  | 0    | 0      | 1     |

### Middengewicht
| Editie | Goud | Goud             | Zilver | Zilver            | Brons   | Brons                                   |
| ------ | ---- | ---------------- | ------ | ----------------- | ------- | --------------------------------------- |
| 2012   | USA  | Claressa Shields | RUS    | Nadezda Torlopova | CHN KAZ | Li Jinzi Marina Volnova                 |
| 2016   | USA  | Claressa Shields | NED    | Nouchka Fontijn   | CHN KAZ | Li Qian Dariga Sjakimova                |
| 2020   | GBR  | Lauren Price     | CHN    | Li Qian           | NED ROC | Nouchka Fontijn Zemfira Magomedaliejeva |
| 2024   | CHN  | Li Qian          | PAN    | Atheyna Bylon     | AUS EOR | Caitlin Parker Cindy Ngamba             |

| Land | Goud | Zilver | Brons |
| ---- | ---- | ------ | ----- |
| USA  | 2    | 0      | 0     |
| CHN  | 1    | 1      | 2     |
| GBR  | 1    | 0      | 0     |
| NED  | 0    | 1      | 1     |
| PAN  | 0    | 1      | 0     |
| RUS  | 0    | 1      | 0     |
| KAZ  | 0    | 0      | 2     |
| AUS  | 0    | 0      | 1     |
| EOR  | 0    | 0      | 1     |
| ROC  | 0    | 0      | 1     |

Meervoudige medaillewinnaars
| Succesvolste                         | Meervoudige           |
| ------------------------------------ | --------------------- |
| 2-0-0 Claressa Shields 1-1-1 Li Qian | 0-1-1 Nouchka Fontijn |

### Meervoudige medaillewinnaars verschillende klassen
| Succesvolste | Meervoudige         |
| ------------ | ------------------- |
|              | 0-0-2 Mira Potkonen |

St. Louis 1904 · Londen 1908 · Antwerpen 1920 · Parijs 1924 · Amsterdam 1928 · Los Angeles 1932 · Berlijn 1936 · Londen 1948 · Helsinki 1952 · Melbourne 1956 · Rome 1960 · Tokio 1964 · Mexico-stad 1968 · München 1972 · Montréal 1976 · Moskou 1980 · Los Angeles 1984 · Seoel 1988 · Barcelona 1992 · Atlanta 1996 · Sydney 2000 · Athene 2004 · Peking 2008 · Londen 2012 · Rio de Janeiro 2016 · Tokio 2020  · Parijs 2024 
Medaillewinnaars